# Hieracium atrichocephalum
Hieracium atrichocephalum es una especie de planta con flor del género Hieracium, de la familia Asteraceae, orden Asterales.

## Distribución
Hieracium atrichocephalum se distribuye por Islandia y Noruega.

## Taxonomía
Fue descrita científicamente por (Dahlst.) Dahlst. Fue publicada en Ark. Bot. 3(10): 58 (1904).